# Ніжинська вулиця (Москва)

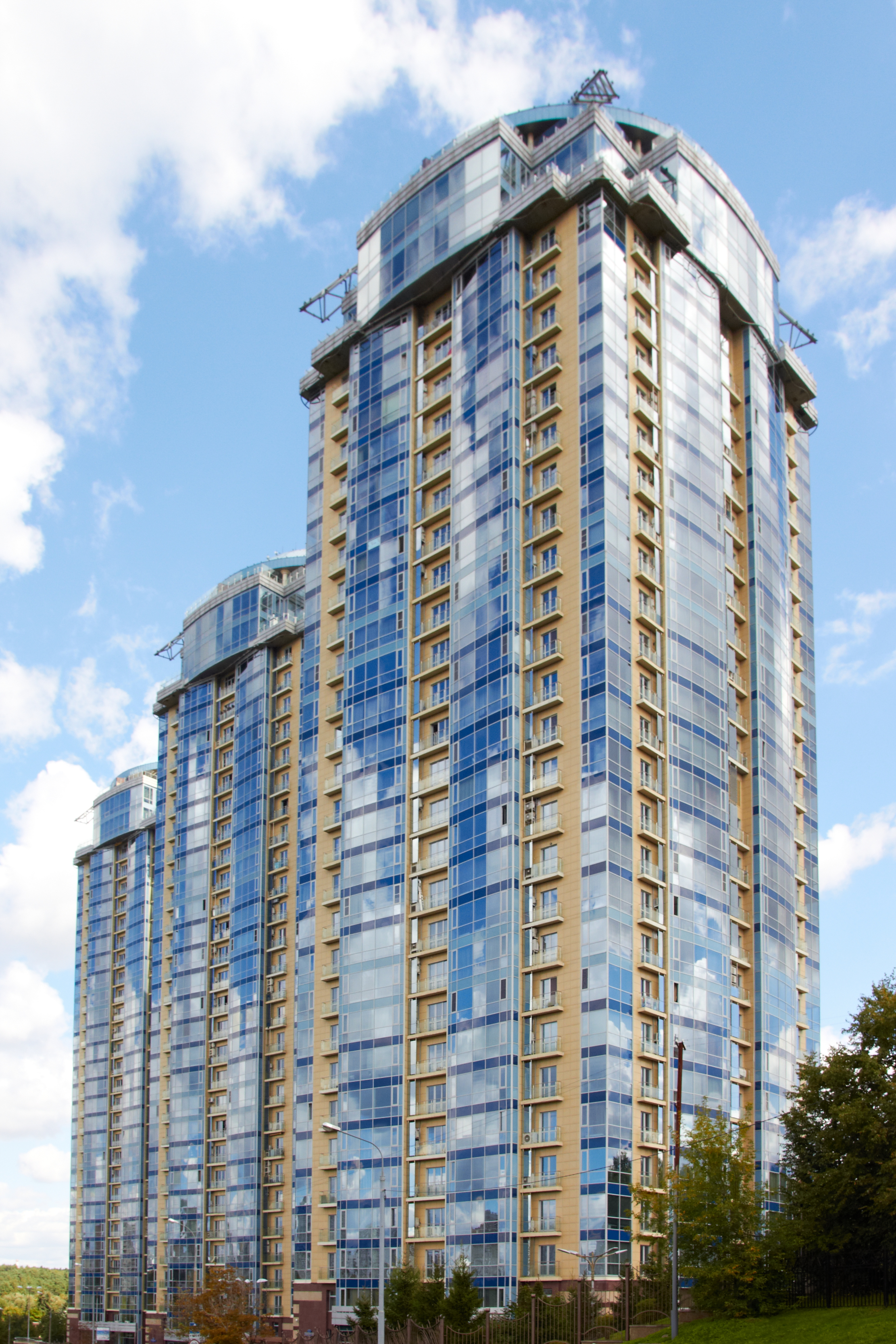
Житловий комплекс «Кутузовська рів'єра»

Ніжинська вулиця — вулиця в районі Очаково-Матвіївського Західного адміністративного округу міста Москви. Одна з чотирьох вулиць колишнього мікрорайону Матвіївський (до 1997 року).
Починається за межами району (на північ від кордону) від Давидковської вулиці, яка за Давидковським мостом переходить до Ніжинської вулиці. Йде по краю району на південь, перетинаючи річку Сетунь, плавно згинається на південний захід і захід, впирається в Матвіївську вулицю.

## Прилеглі вулиці
З півночі до Ніжинської вулиці примикає Давидковська вулиця, з півдня — Матвіївська вулиця, в середині вулиці до неї перпендикулярно примикає Віялова вулиця.

## Походження назви
Названа в 1971 році в честь міста Ніжина, районного центру Чернігівської області (Україна).

## Транспорт

### Найближча станція метро
- Слов'янський бульвар — близько 2,5 км (відлік від перетину з Віярної вулиці).

### Залізничний транспорт
Недалеко від Ніжинської вулиці знаходиться платформа Матвіївська електропоїздів київського напрямку Московської залізниці.

### Наземний транспорт
- На вулиці розташовані такі автобусні зупинки :
  - Ніжинська вулиця, 25
  - Будинок дитини
  - Ніжинська вулиця
  - Пологовий будинок № 3
  - Лікарня № 1
- По всій Ніжинській вулиці проходить маршрут автобуса № 641 (до станції метро «Слов'янський бульвар»)[1]
- На ділянці від перетину з віялові вулицею до Матвіївської вулиці також проходить маршрут автобуса № 42 (від кінцевої зупинки «Матвіївське» до станції метро «Проспект Вернадського»)[2]
- На ділянці від перетину з Віярної вулиці до Давидковської вулиці також проходить маршрут автобуса № 107 (від зупинки «Пошта» до станції метро «Філевський парк»)[3].

## Примітні будинки і споруди

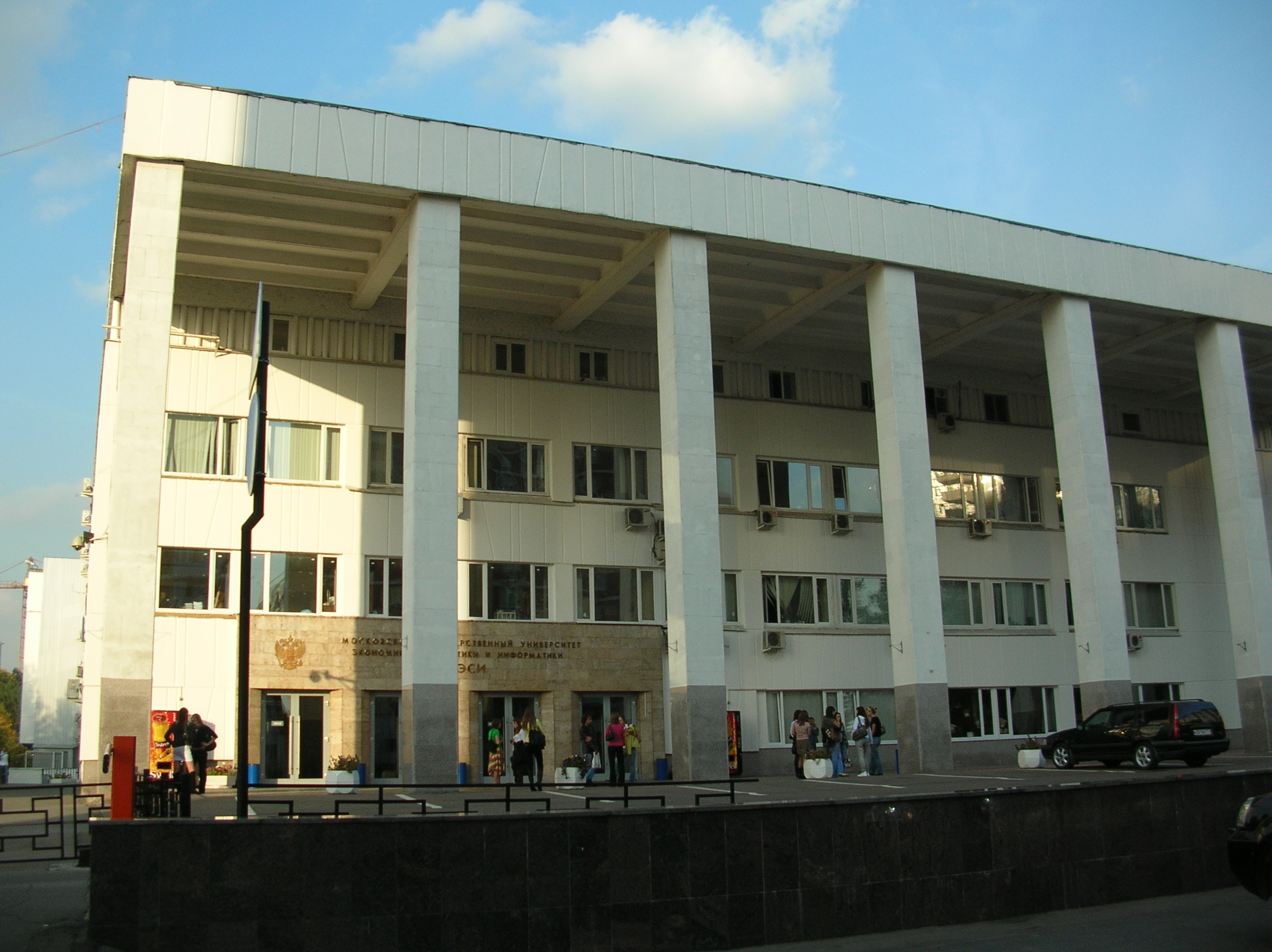
Головний навчальний корпус МЕСІ. 29 вересня 2007 р

По непарній стороні:
- № 1 — Житловий комплекс «Кутузовська рів'єра»
- № 5 — Будинок ветеранів кіно. Тут пройшли останні роки життя акторів Ріни Зеленої , Олени Тяпкіна , Семена Соколовського, поета Арсенія Тарковського ,
- № 7 — МГУЕСІ.
- № 13 — круглий житловий будинок. Тут жив учений-механік С. А. Шестериков.

На Ніжинській вулиці знаходяться два дитячих садки (№ 798, 863), будинок дитини № 22, Московський державний університет економіки, статистики та інформатики, Пологовий будинок № 3 (будинок 3), пансіонат ветеранів праці № 29, Будинок ветеранів кіно, бібліотека "Сімейне коло ", відділення Ощадбанку, велика кількість магазинів, аптек, місць дозвілля, підприємств харчування і побутового обслуговування.

## Будівництво храму на Ніжинській вулиці
З 2002 року на численні прохання жителів району Матвіївське почалося будівництво храму-каплиці Успіння Пресвятої Богородиці в Матвіївській. Передбачуване місце будівництва — вул. Ніжинська, володіння 4. Сьогодні на цьому місці встановлено хрест і регулярно проходять молебні. Але місце будівництва виявилося всередині особливо охороняється природоохоронна територія " Долина річки Сетунь ", що ускладнює збір документів для землевідведення, тому до цих пір (2012 рік) храм не побудований.

## Цікаві факти
Керівник проекту житлової забудови району Матвіївське Євген Миколайович Стамо був також співавтором (інженер проекту — Олександр Маркелов) круглого будинку на Ніжинській вулиці — одного з двох круглих будинків в Москві.

## Поштові індекси
Індекс: 119501. Номери будинків: 2, 3, 5, 7 (к.1), 7 (к.3).</br> Індекс: 119517. Номери будинків: 10, 12, 13, 13 (к.1), 15 (к.1), 15 (к.2), 15 (к.3), 15 (к.4), 17, 21, 23, 25, 8.